# ORP Warszawa (1957)
Az ORP Warszawa a Lengyel Haditengerészet 56-os tervszámú rombolója volt 1970–1986 között. 1956-ban bocsátották vízre és állították szolgáltba Szpravedlivij néven a Szovjet Haditengerészetnél. A hajót 1969-ben Lengyelország vásárolta meg.

## Története
Építését 1954. december 25-én kezdték el a leningrádi Zsdanov Hajógyárban (napjainkban Északi Hajógyár) 709-es gyári számmal. 1956. április 12-én bocsátották vízre. 1956. december 20-án vonták fel a hajóra a Szovjet Haditengerészet lobogóját, majd december 27-én állították szolgálatba a Balti Flottánál, ahol a 128. hajódandárba osztották be. Honi kikötője Baltyijszkban volt.